# Baptisterio de Parma
El baptisterio de Parma (en italiano: battistero di Parma) es un baptisterio —edificio destinado al rito del bautismo cristiano— italiano del siglo XIII que está situado junto a la catedral de Parma y se considera estilísticamente como un punto de unión de la arquitectura románica y la arquitectura gótica.

## Historia

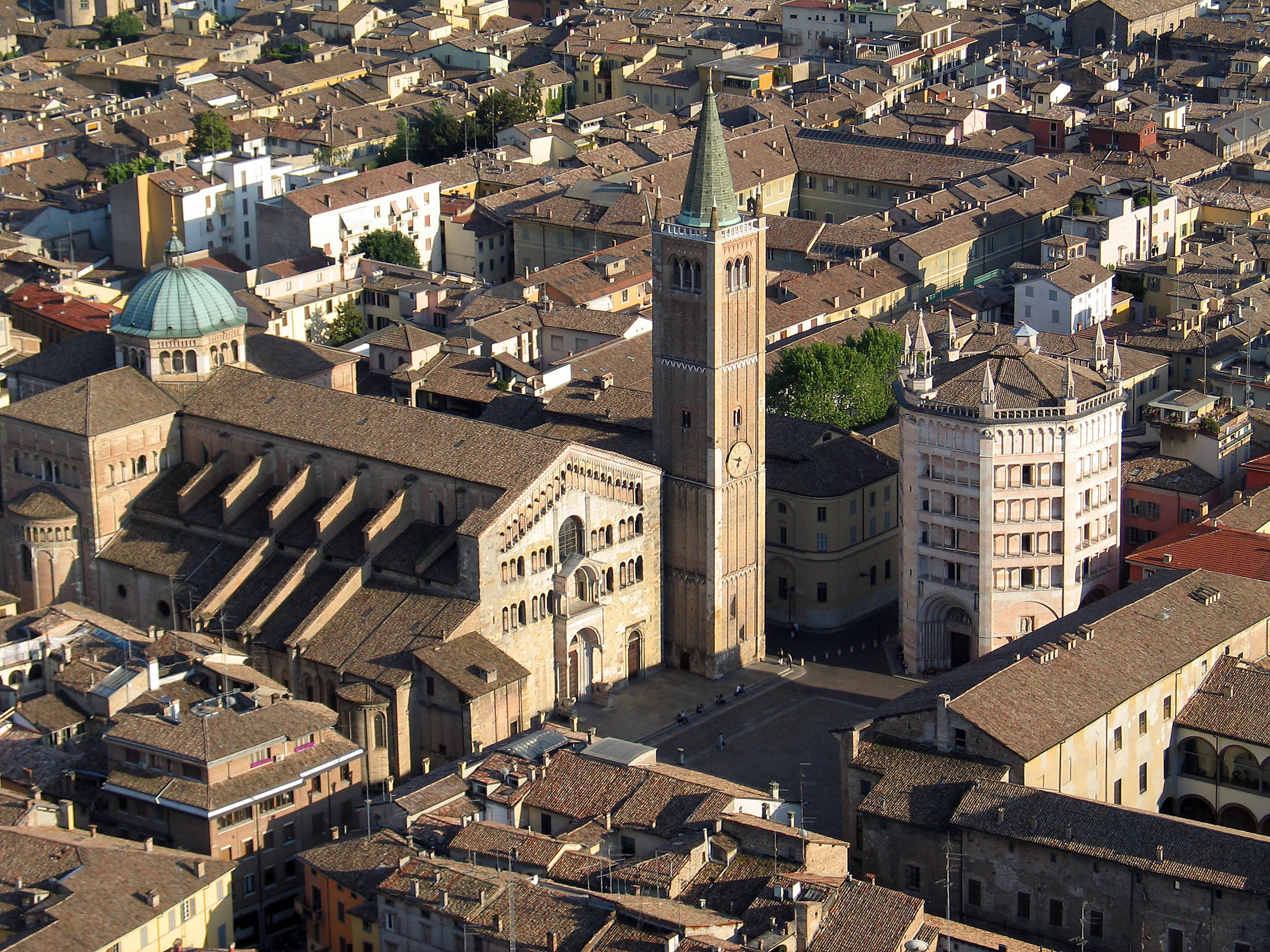
Vista aérea del baptisterio y la catedral

El baptisterio fue encomendado al arquitecto y escultor lombardo Benedetto Antelami  (ca. 1150 – ca. 1230), del que poco se sabe, que inició la decoración en 1196, de acuerdo con una inscripción que se conserva sobre el portal.
La datación de la obra terminada es bastante compleja y solo recientemente ha sido apoyada por algunos documentos. En 1216 el alzado alcanzaba solamente hasta el segundo orden de la loggia, donde se dispuso una cobertura temporal plana. El precioso mármol rosa de Verona dejó de llegar por diferencias políticas con Ezzelino da Romano, señor de Verona, y hasta 1249 fue posible retomar la construcción de los registros superiores del baptistero.
La conclusión se produciría hacia 1270, ya muerto Antelami, cuando el edificio fue consagrado solemnemente. Al parecer, sin embargo, el proyecto de Antelami fue continuado hasta su conclusión.

## Exterior
El edificio tiene una planta octogonal, habitual en los baptisterios, que es símbolo de la eternidad. Sin precedentes es el desarrollo en altura, como si se tratara de una torre truncada. La cubierta, con ocho aguadas de muy poca pendiente, está oculta tras una balaustrada rematada po  pequeños pináculos en cada una de las aristas. Todo el exterior está construido en mármol rosa de Verona y está decorado con un complejo programa, con espacios llenos y vacíos que puntúan los efectos del chiaroscuro.
En la planta baja, en tres de las fachadas, se abren tres portadas abocinadas con arcos de medio punto; en los otros cinco lados los  arcos ciegos, grandes como los de los portales, con columnillas en el centro, en una ubicación inusual. Los portales están decoradas con relieves diversos, entre los que se disponen las lunetas, probablemente de la mano del propio Antelami.
En el nivel inferior del revestimiento de mármol, se encuentra el zooforo, una serie de setenta y cinco paneles tallados en bajo relieve por Antelami y su taller y montados a modo de friso casi continuo.
Cuatro registros superiores están decorados con logias arquitrabadas de cinco huecos, interrrotas por los contrafuertes de las esquinas. La última banda está decorada con arcadas ciegas, siete huecos, desfasadas con respecto a las logias que las sustentan.
Los elementos que lo componen son todos todavía románicos, pero su disposición es completamente original: desarrollo vertical, sentido del ritmo, proporciones elaboradas, son, de hecho, todas características típicamente "góticas" de baptistero. En las lunetas de los portales se repiten vínculos significativos con la disposición de las composiciones correspondientes de las iglesias góticas francesas: las catedrales de Chartres, Bourges, Nantes y la Catedral de Notre Dame de París.

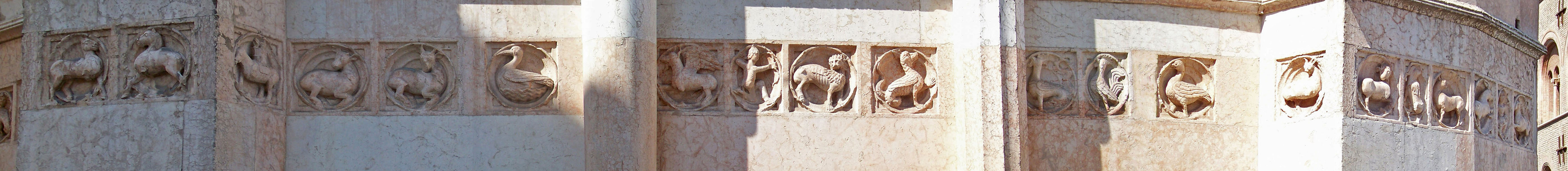
Los paneles en el lado norte del zooforo de Benedict Antelemi - oeste (desde el número 17 al número 36)

## Interior

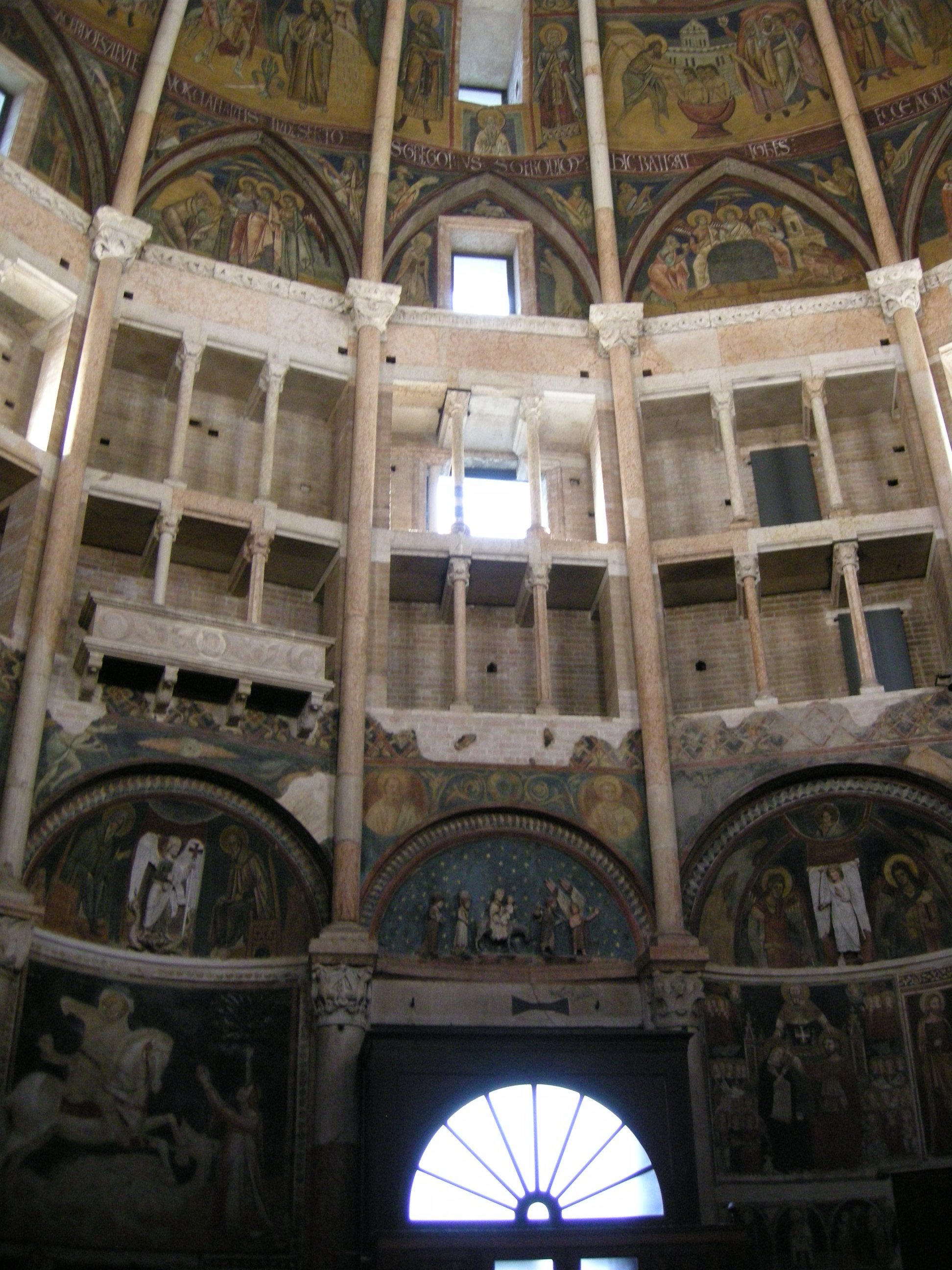
Vista del interior

El interior, una única sala en toda la altura, está constituido por 16 arcadas que componen los nichos, cada uno ellos con una escena pintada. Todos son frescos y pinturas que datan de los siglos XIII y XIV. Las 16 caras de la configuración interna, que duplican el octógono externo, evocan el círculo de los doce apóstoles, combinados con los cuatro puntos cardinales, los cuatro evangelistas y las estaciones. Con el paso del tiempo las pinturas han sufrido un deterioro progresivo, ya que no se realizaron con una verdadera técnica al fresco; por ello, comenzaron a desprenderse pronto y el baptisterio tuvo que ser restaurado y consolidado, incluso con el uso de inyecciones e infiltraciones.

### La cúpula

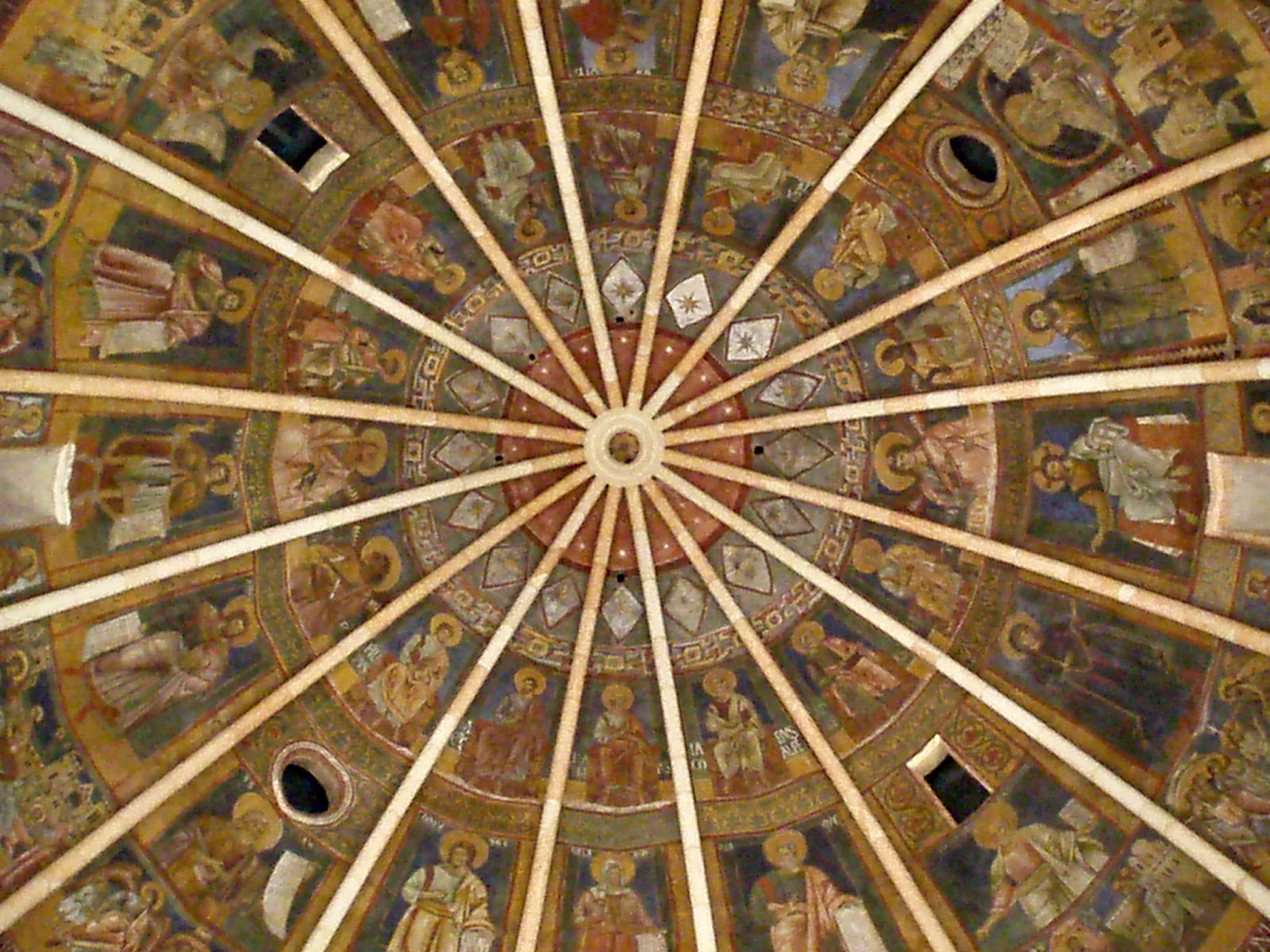
La cúpula del baptistero

La cúpula está dividida en gajos. Dieciséis nervaduras, de mármol rosa de Verona, irradian hacia fuera desde el centro de la cúpula, cada una de ellas terminando en una columna, a su vez, superpuesta sobre otra hasta alcanzar el suelo.
La autoría de las pinturas, ejecutadas con la técnica rápida de la témpera, no consigue acuerdo de los eruditos que las han estudiado: unos las datan en los años 1260 de maestros con modos bizantinos, otros optan por una datación hacia finales del 1200 de un taller dirigido por Grisopolo que se hacía llamar "pictor Par(men)sis".
Las figuraciones de la cúpula se dividen en seis bandas horizontales concéntricos. Comenzando en la parte superior:
- la primera banda representa el cielo rojo del eterno amor ;
- la segunda banda tiene un fondo azul (el Empireo) con rombos, cada una de ellos con una estrella: es la representación del cielo nocturno estrellado de Jerusalén con una invocación al Paradiso;
- la tercera banda tiene los doce apóstoles y los cuatro evangelistas;
- la cuarta banda, en el gajo sobre el altar, presenta a Cristo in trono,  y a la izquierda la Madonna y a la derecha  San Juan Bautista; en los otros trece espacios están varios profetas;
- la quinta banda contiene doce episodios de la vida de san Juan Bautista, y de cuatro santos;
- en la sexta banda (los arcos) se representan escenas de la vida de Abrahan, los cuatro elementos naturales (agua, aire, tierra, fuego), las cuatro estaciones y la Virgen.

### Los nichos
Los dieciséis grandes nichos (trece con frescos y tres ocupados con las puertas) confieren al baptisterio la imagen simbólica de una flor y tienen como fin aligerar los muros.
Fueron pintados desde el siglo XIII hasta el XV, con los respectivos cuencos de pintores de Emilia. El Maestro del 1302  hizo La madonne in trono con il bambino attorniata da un vescovo e un papa [La virgen en el trono con el niño rodeada de un obispo y un papa] y pintó el fresco votiva del obispo  Gerardo Bianchi que representa a la la madonna con bambino attorniata da San Giovanni Battista, un angelo e dallo stesso vescovo Bianchi [Virgen con el Niño rodeada de San Juan Bautista, un ángel y por el mismo Obispo Bianchi]. De particular interés son las representaciones de San Giorgio che uccide il drago [San Jorge matando al dragón] y Santa Caterina atribuidos a Buonamico Buffalmacco y fechados en torno a 1330-1336. Otros pintores fueron Niccolò da Reggio y Bertolino da Piacenza. La mayor parte de estas pinturas son de carácter votivo y solo la pintura detrás del altar (El bautismo de Cristo) es trabajo de los mismos artistas de la bóveda.

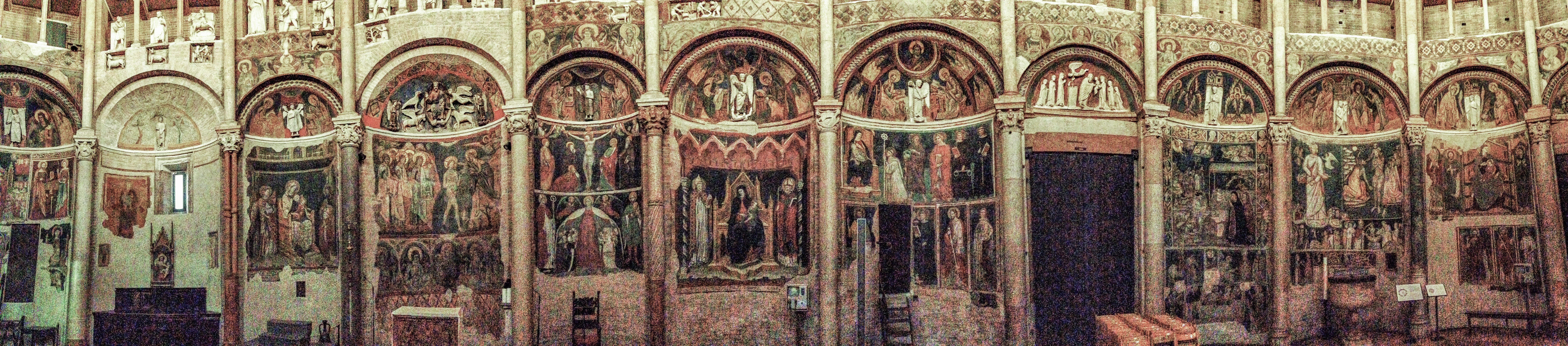
Panorámica de las conchas del baptistero de Parma

## Corredor escultórico
No todo el corredor escultórico que decoraba el baptisterio se conserva, aunque aun así el conjunto de relieves para el interior y el exterior del baptisterio sigue siendo el conjunto escultural italiano más importante de ese período de transición del románico al gótico. Los relieves se encuentran sobre las jambas y en las lunetas del portal, sobre las caras de las paredes externas e internas. El tema puede ser genéricamente identificado como la representación de la vida humana y de su redención, siguiendo un amplio ciclo que tiene parangón (y tal vez la misma inspiración) con las grandes catedrales francesas.
Las lunetas de los tres portales externos epresentan:
- Adoración de los Magos (Portal de la Virgen);
- Juicio universal (Portal del Juicio);
- leyenda de Barlaam (Portal de la Vida).

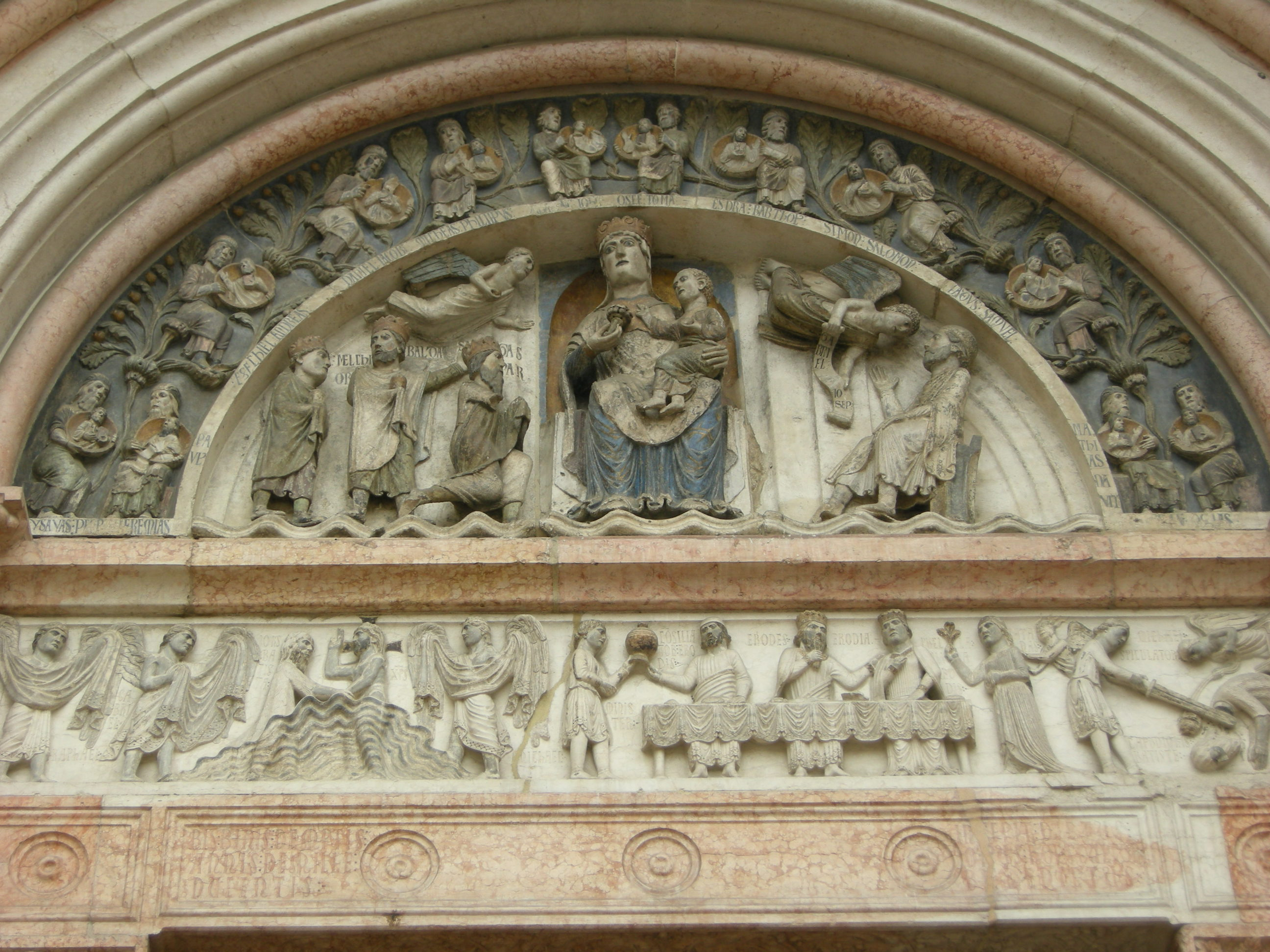
Adoración de los Magos
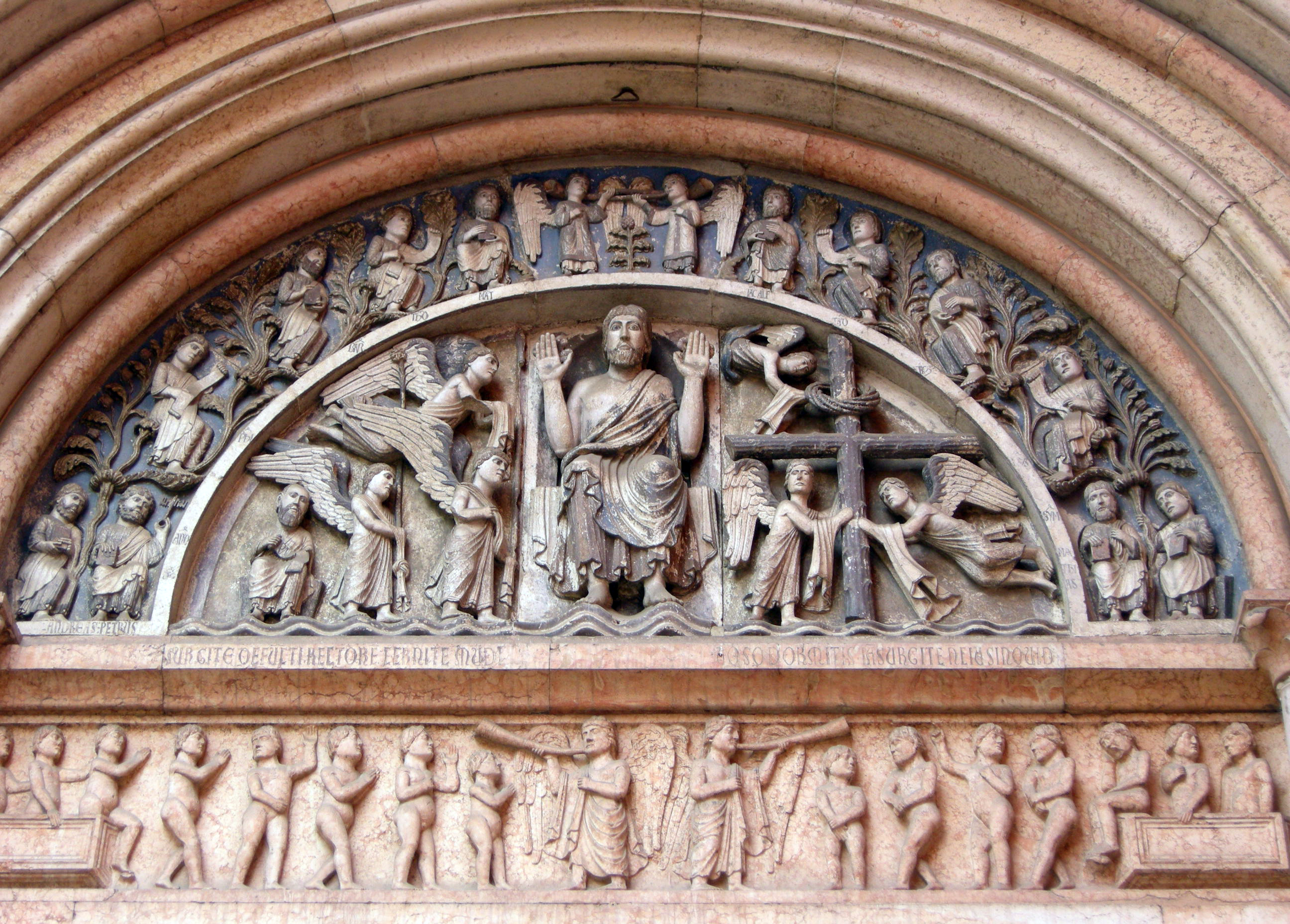
Juicio universal
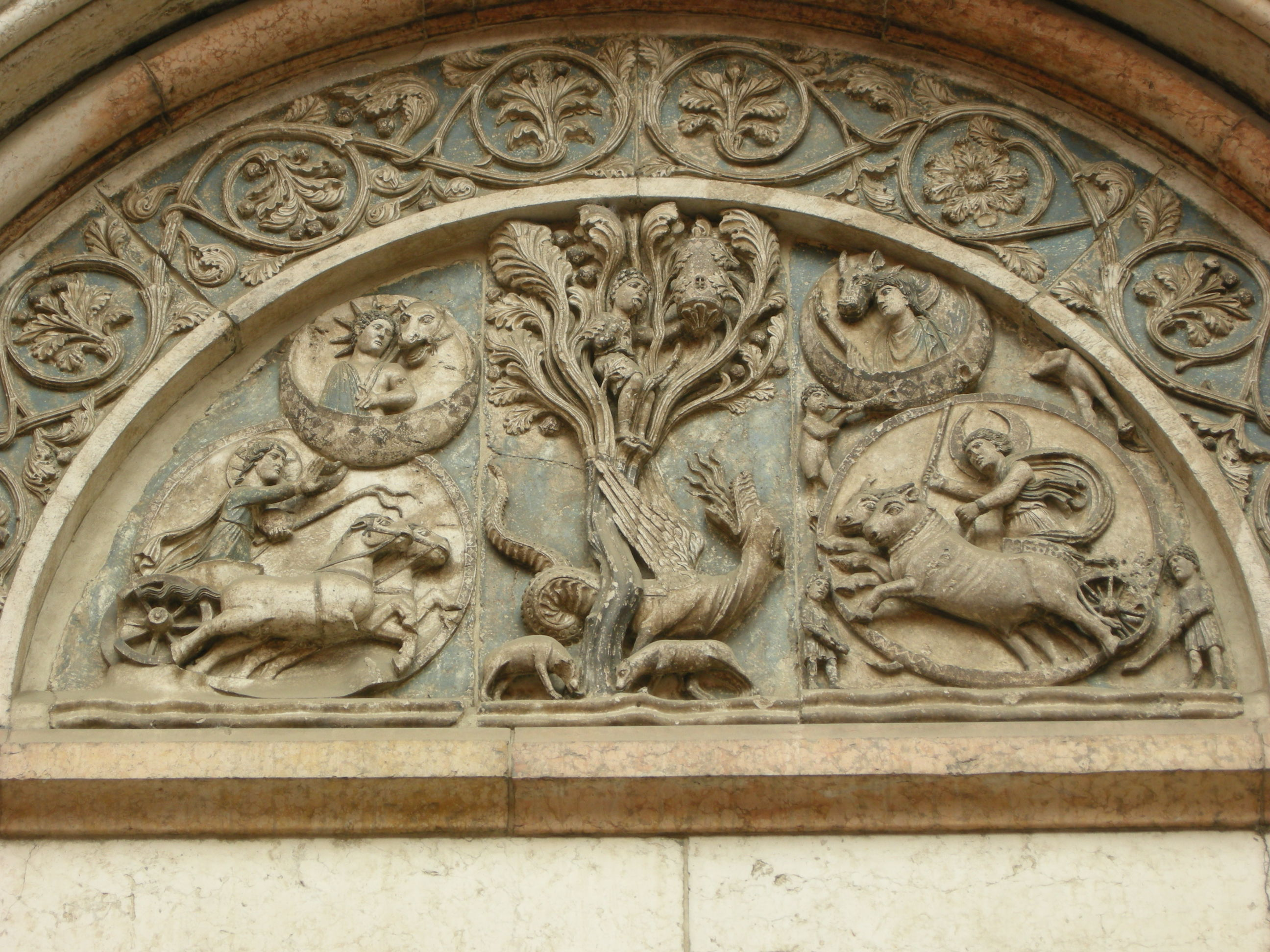
Leyenda de Barlaam

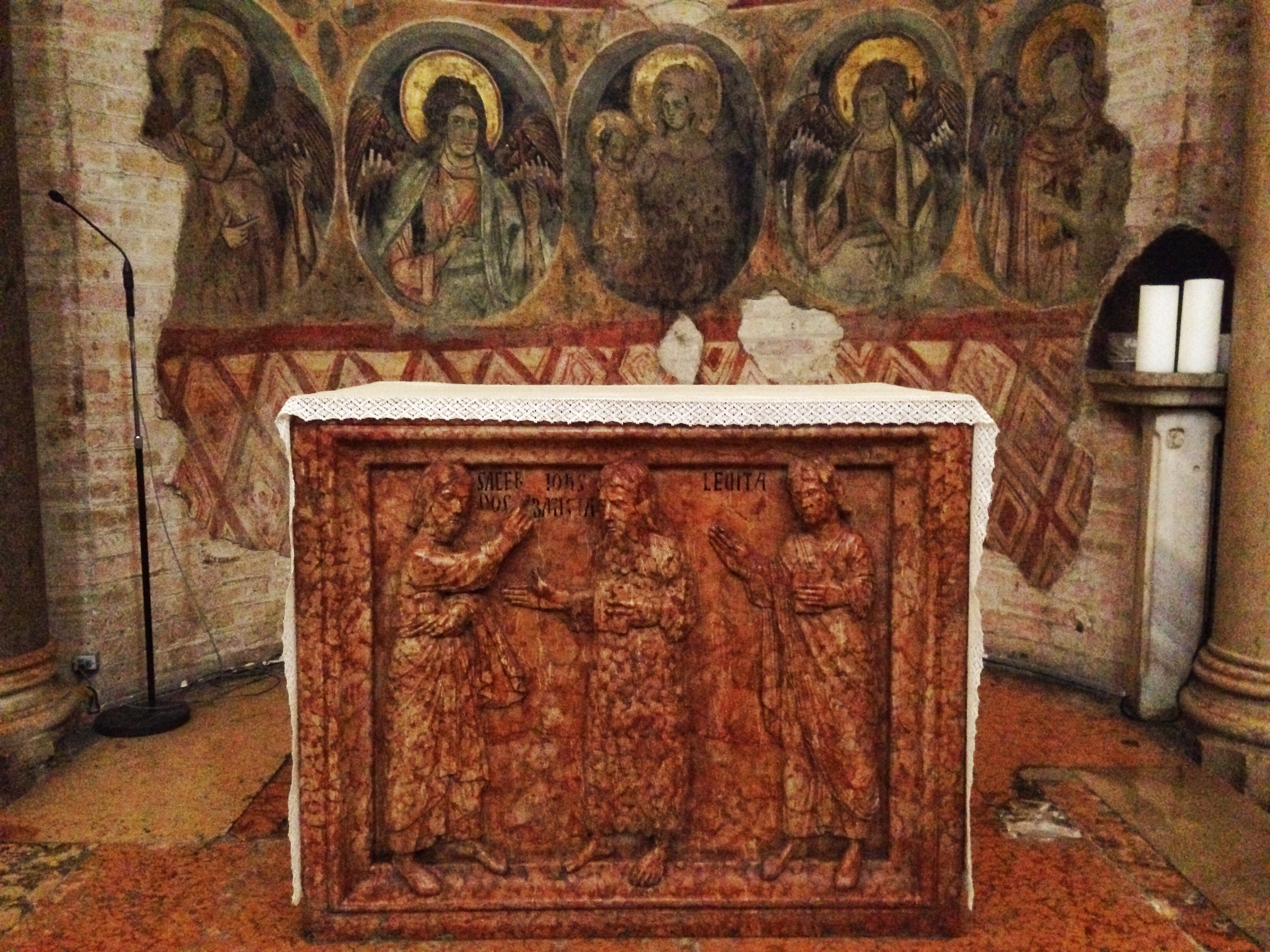
Altar del baptisterio de Parma

Las tres aluden a la salvación humana a través del bautismo, pero cada una es estudiada según la función específica del portal. En el portal del norte, por debajo de la luneta de la  Venuta dei magi [Venida de los Magos], en el arquitrabe, están representadas la Storie di S. Giovanni Battista [Historia de San Juan Bautista] con el bautismo de Jesús, el banquete de Herodes y la decapitación del santo. En el portal donde los que entraban tenían que recibir el sacramento (catecúmenos), dispuesto en el sur, se representa la leyenda de Barlaam, un tema de derivación oriental: se presenta un hombre en un árbol amenazado por un dragón, que simboliza el pecado. Pero en el árbol hay también un nido de abeja, que es quizás una metáfora de la salvación espiritual ofrecida por el bautismo. Alrededor se despliegan representaciones del tiempo (el sol y la luna con las personificaciones del día y de la noche). La arquivolta y el arquitrabe están decoradas por relieves de profetas y de animales simbólicas traídas de los bestiarios.
En el interior las lunetas representa episodios bíblicos:
- Huida a Egipto;
- Presentación en el templo;
- El Rey David  tocando el arpa.

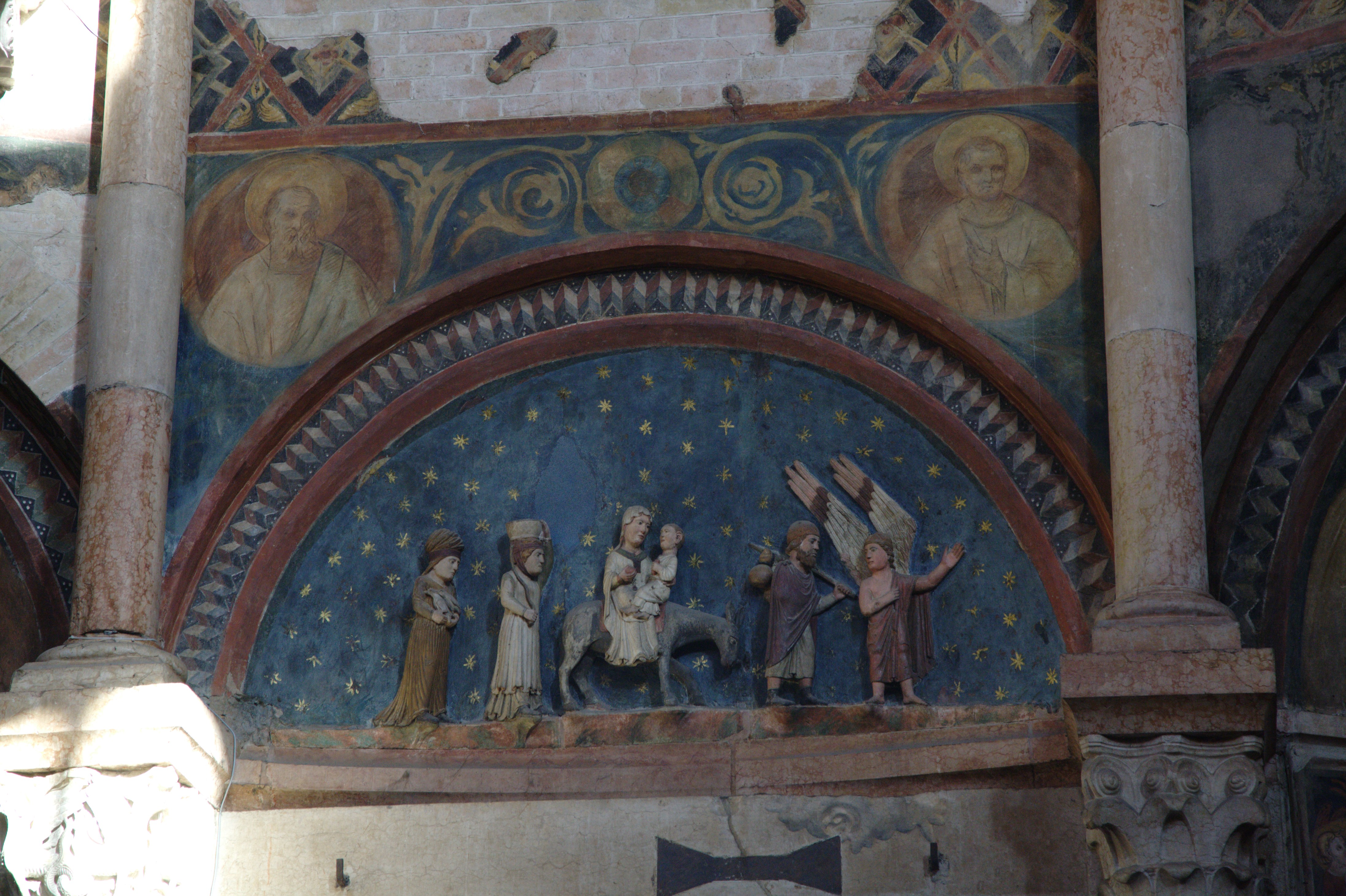
Huida a Egipto
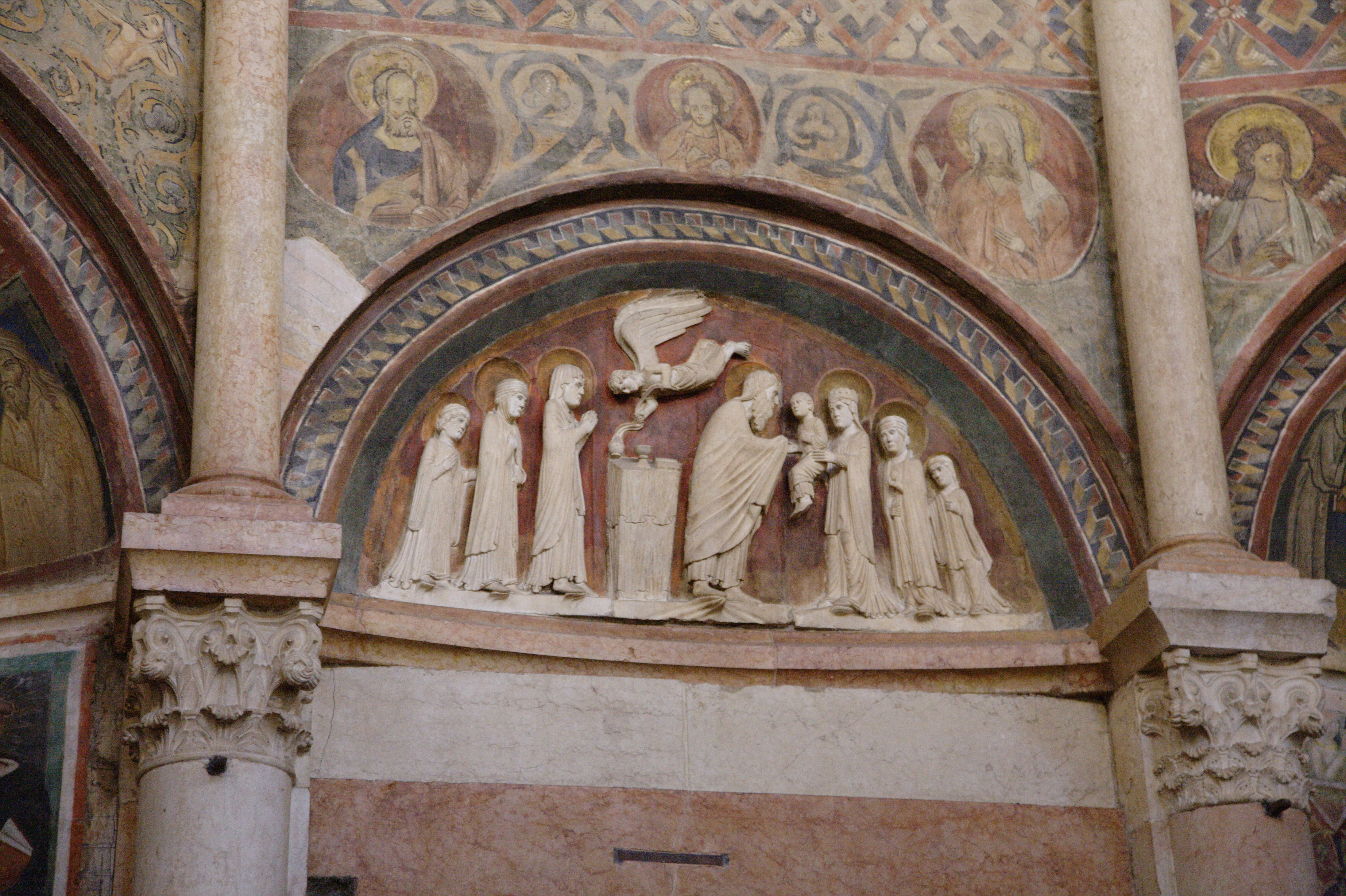
Presentación en el templo
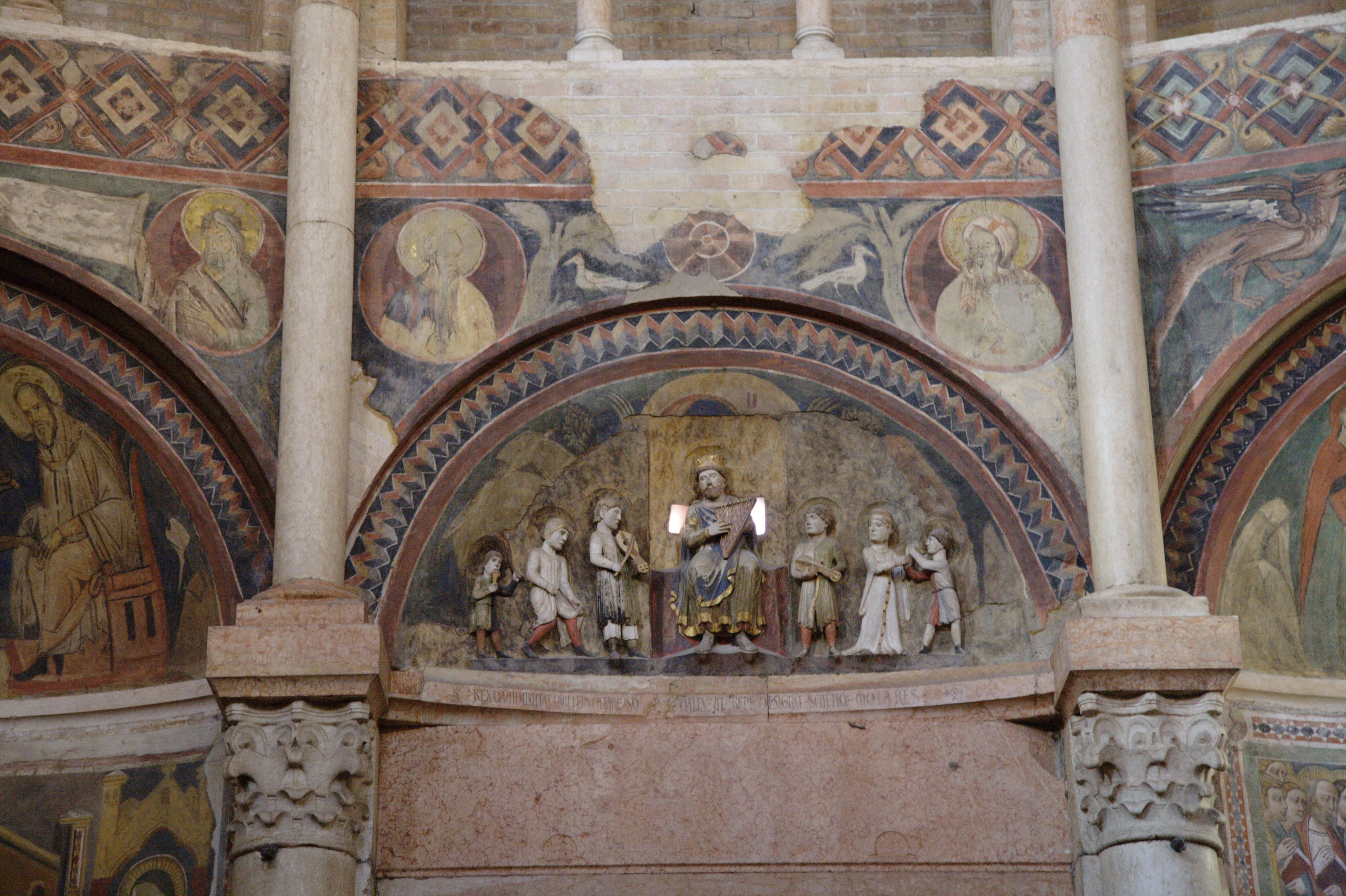
David que toca el arpa

Cerca de un nicho se encuentra el altar, en mármol rosa de Verona, con bajorrelieves que representan al Bautista flanqueado por un sacerdote y un levita. Ahora se utiliza para la celebración de bautismos (dos por mes) y misas.
Sobre las paredes exteriores dl nivel inferior corre un zooforo,  una serie de paneles (setenta y cinco o setenta y nueve), probablemente ejecutados por el propio maestro. Los paneles representan lo fantástica en la escultura: diversos tipos de animales, sirenas y los signos del zodíaco, representados detrás de figuras de hombres que trabajan en los campos durante las diferentes estaciones del año. Simbolizan la universalidad de la naturaleza y del género humano, que está abierto a la predicación y la comunicación del mensaje de Cristo.

## El ciclo de los meses
En el interior del baptisterio están colocadas las esculturas en alto relieve, que pertenece a un ciclo casi completo que representa los meses y las estaciones. Fueron probablemente un trabajo para el portal principal de la fachada de la catedral, pero el trabajo fue interrumpido, tal vez debido a la muerte de Antelami o a su partida prematura. A pesar de que no se puede descartar la intervención del taller, se reconoce unánimemente como la obra maestra de Antelami, el trabajo en el cual resume su concepción de la representación del hombre y en la que alcanzó la cima de su refinamiento ejecutivo.
Hay representaciones de hombres ocupados en trabajo agrícolas de la estación, un tema ya presente desde el siglo anterior (por ejemplo en la catedral de Módena, donde se da un significado salvífico al trabajo, según la nueva doctrina teológica que no lo ve ya como una maldición divina. En estas representaciones, Antelami y su taller se preocuparon de manera especial de los detalles, con una atenta descripción de los utensilios, de las plantas, de los frutos, etc., todos esculpidos según un  naturalismo realista, sin renunciar a las ideas y referencias clásicas (en los peinados, en la ropa y en alguna simbología).

El ciclo de los meses
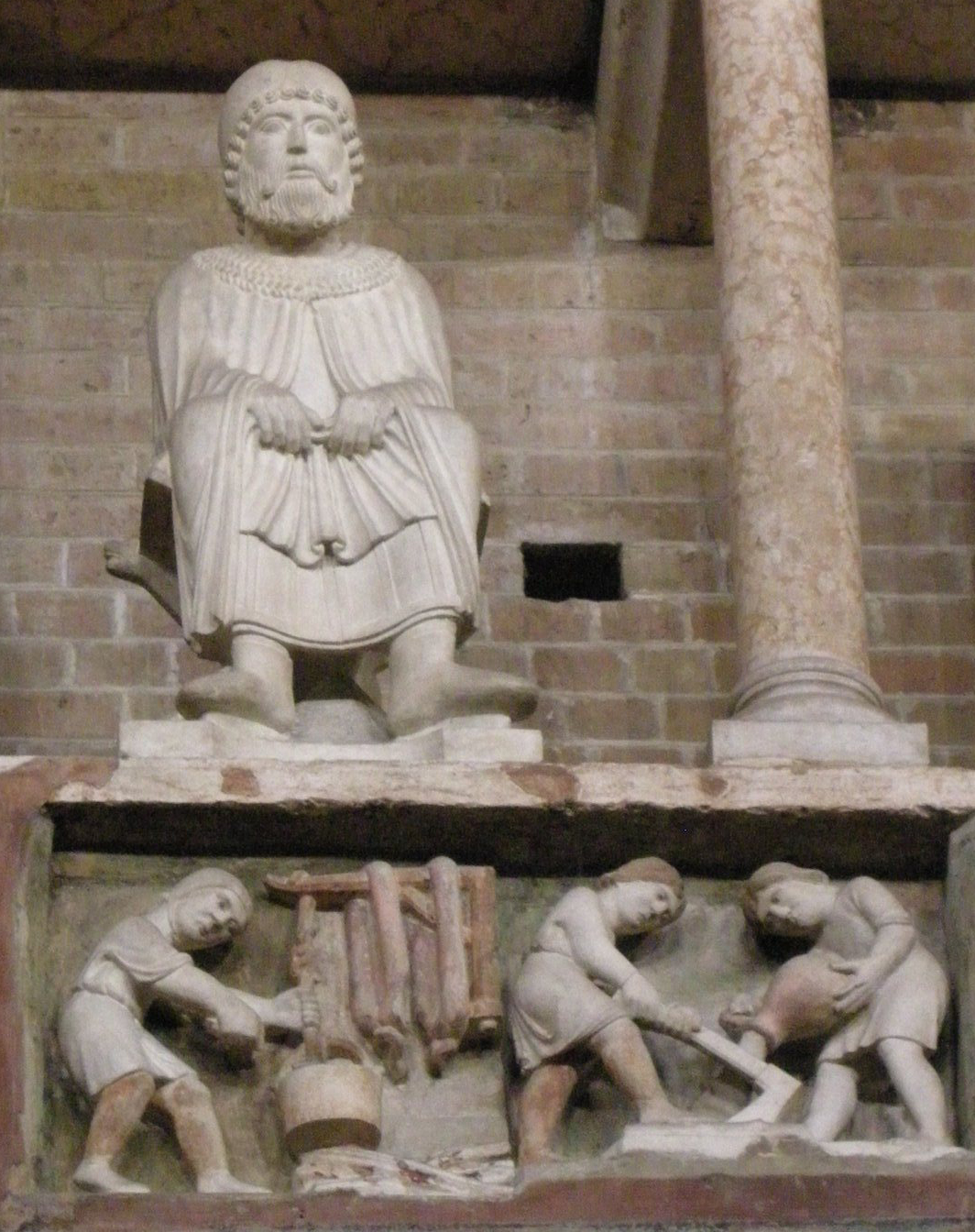
enero/Acuario
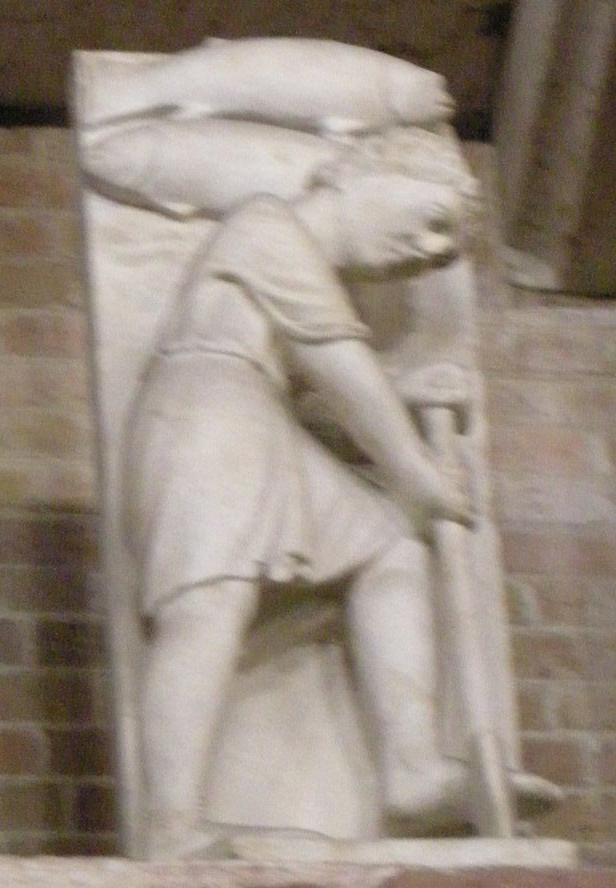
febrero/Piscis
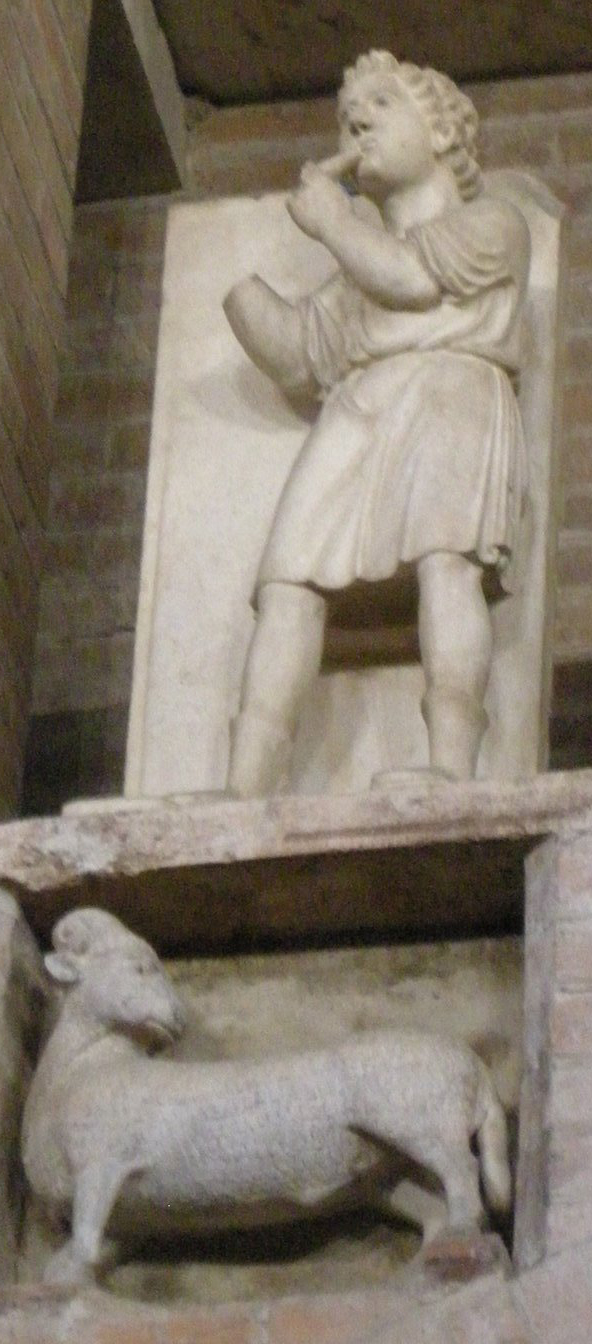
marzo/Aries
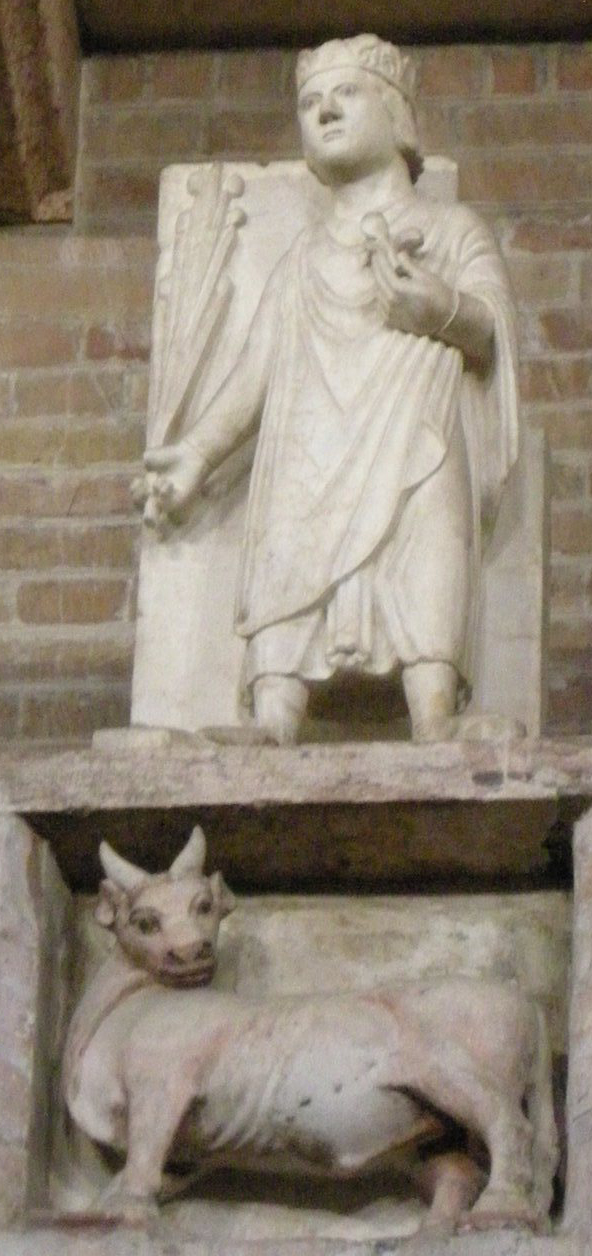
abril/Tauro
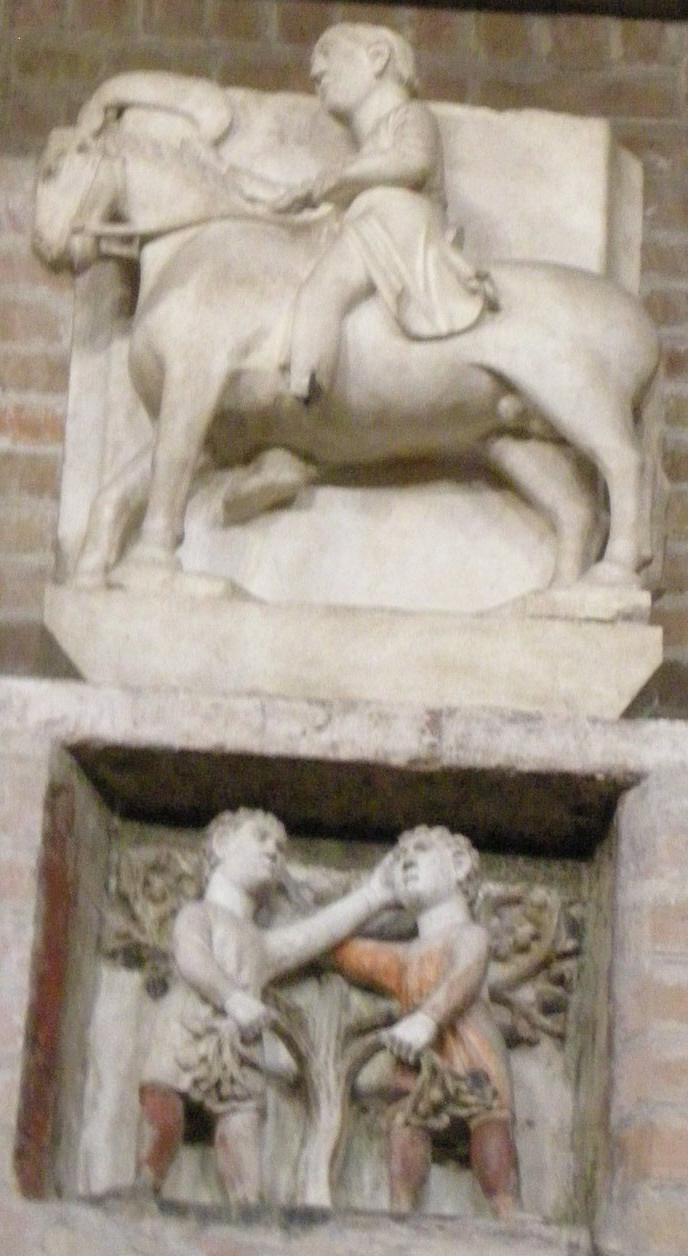
mayo/Géminis
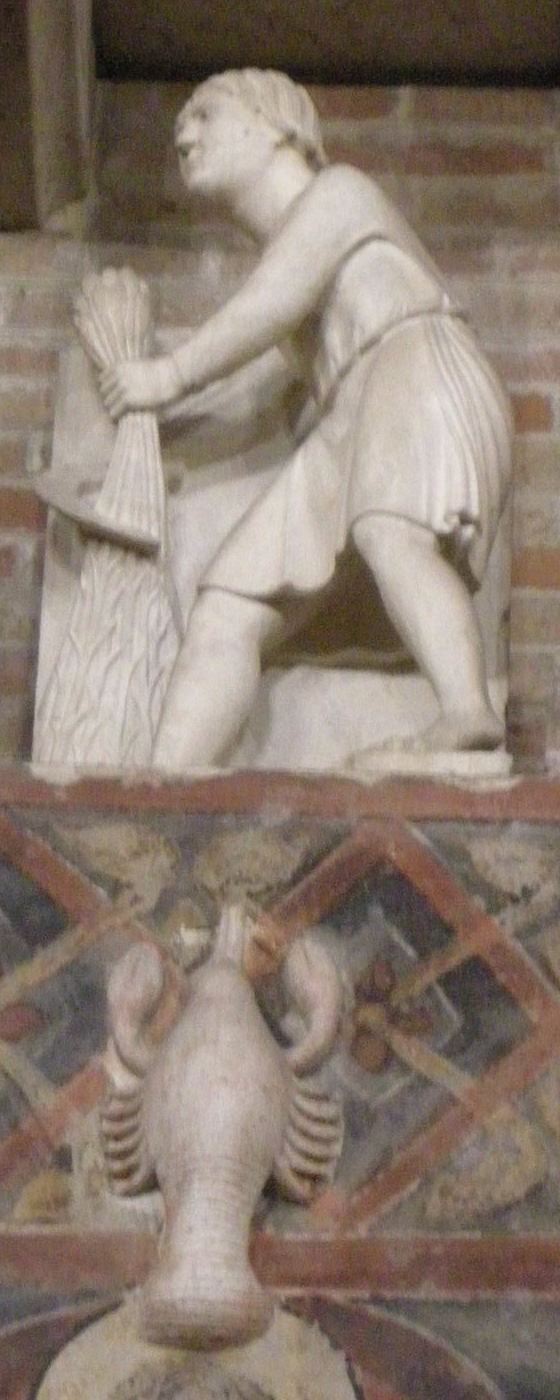
junio/Cáncer
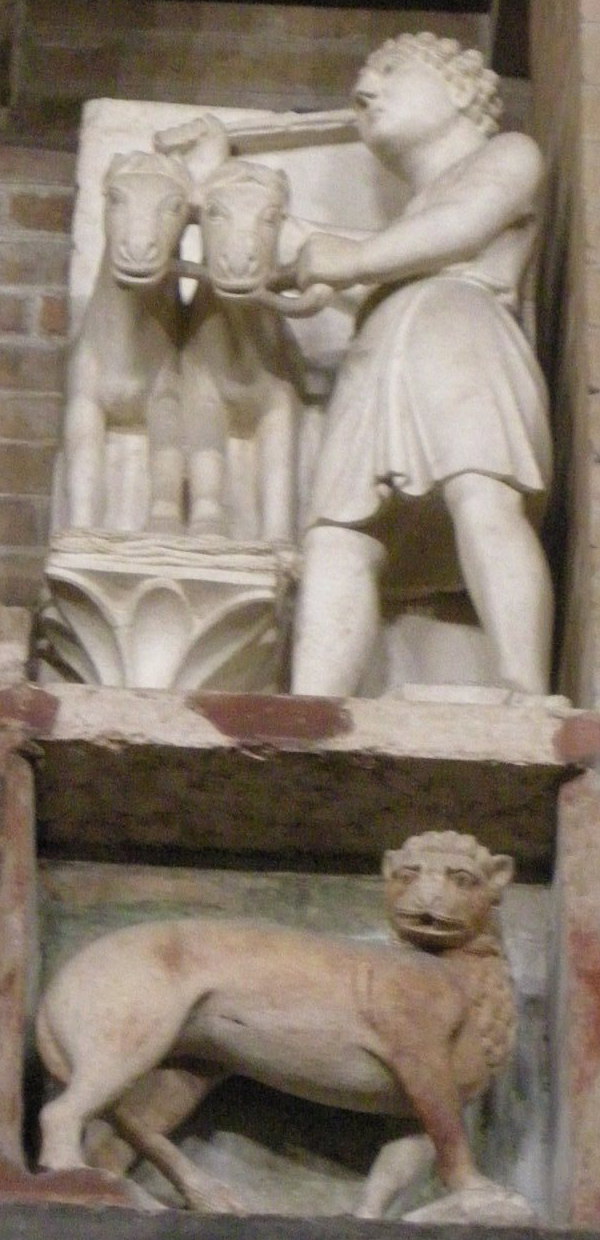
julio/Leo
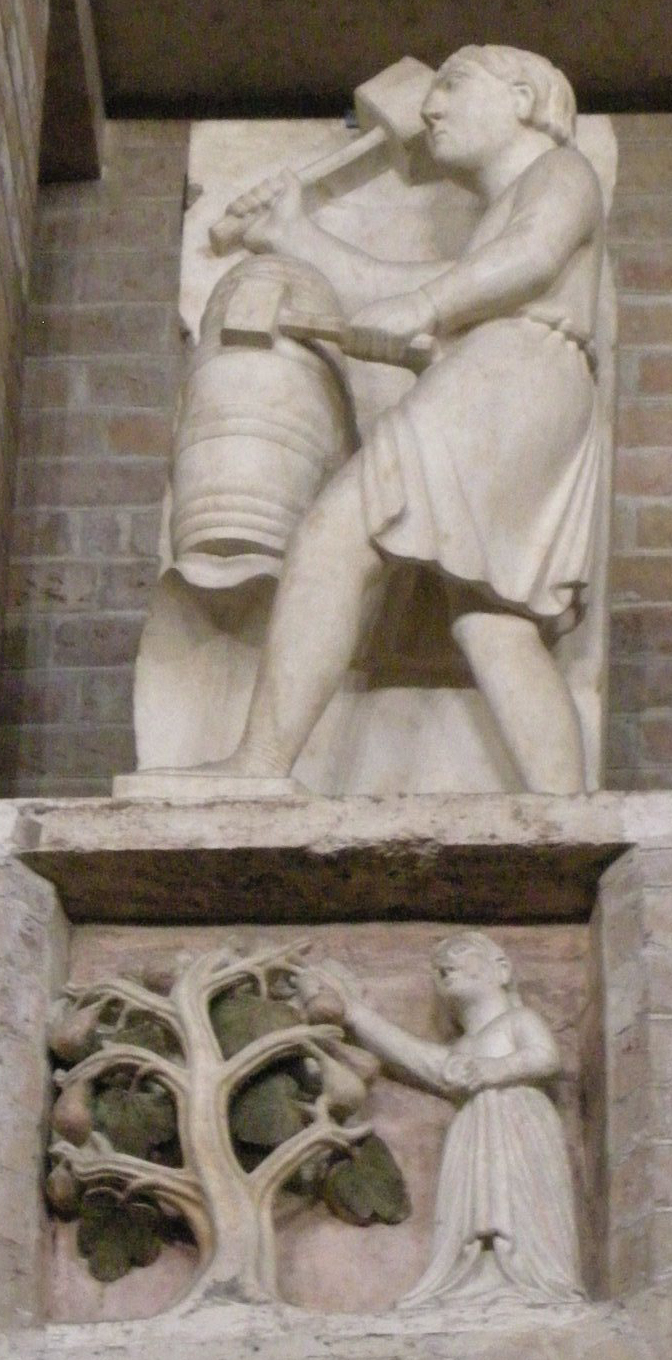
agosto/Virgo
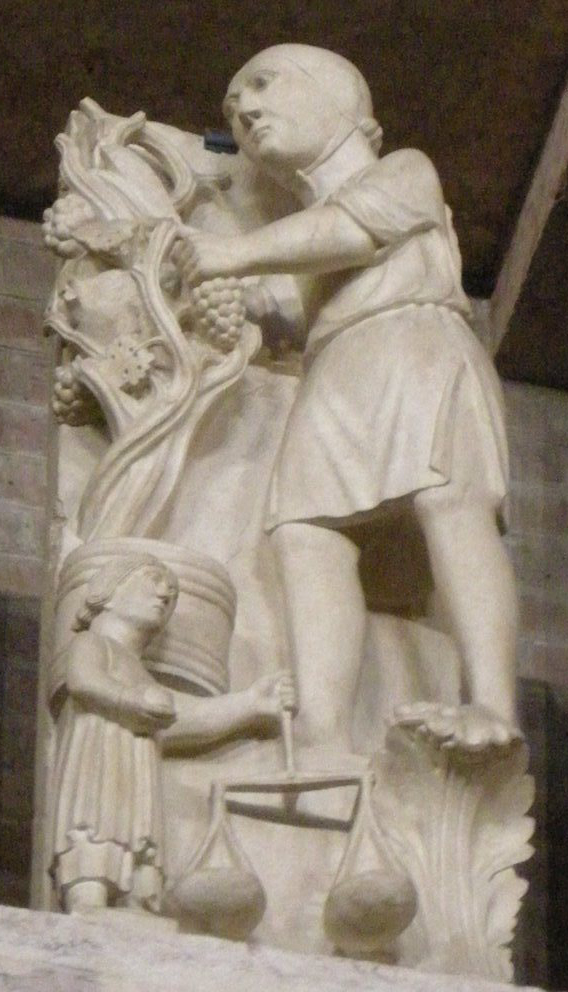
septiembre/Libra
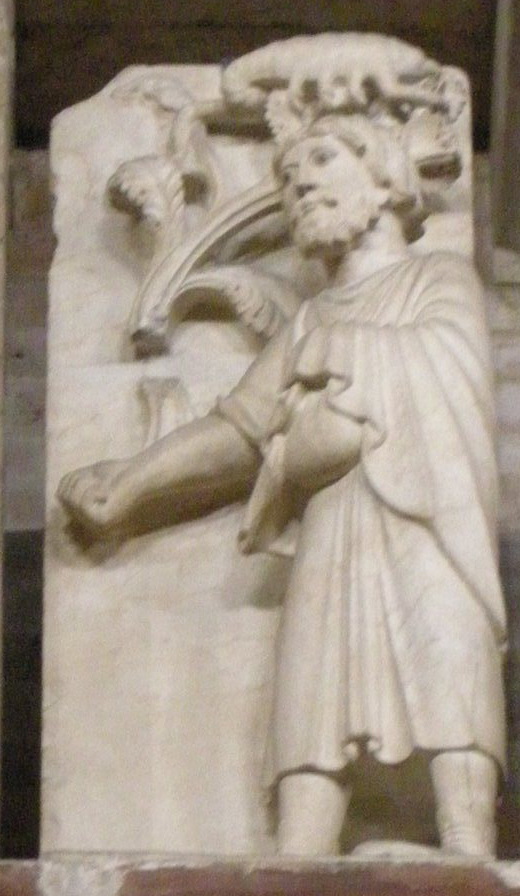
octubre/Escorpio
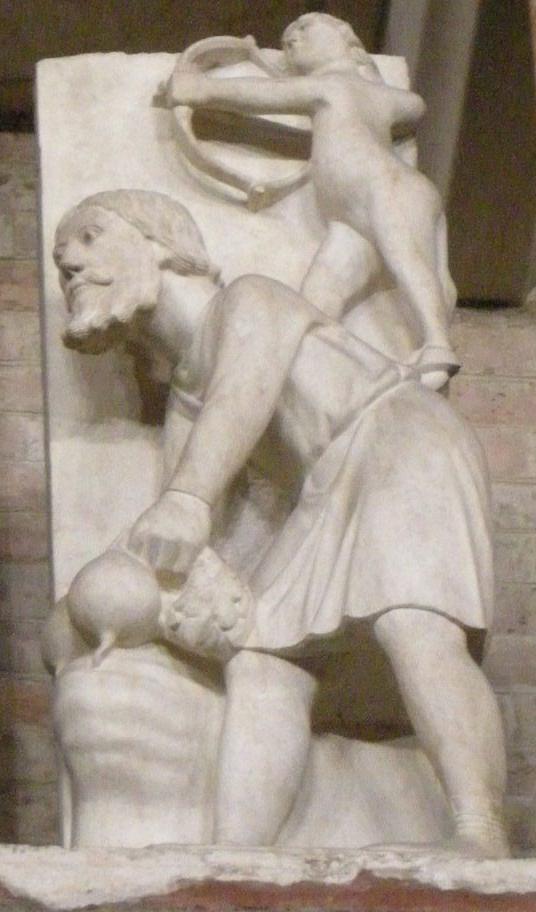
noviembre/Sagitario
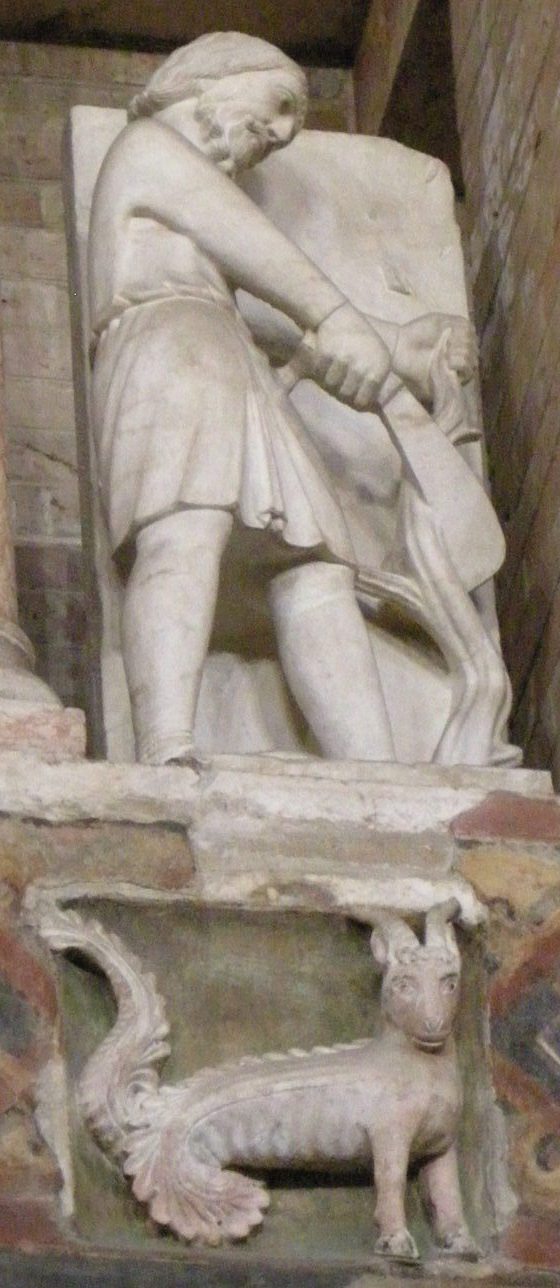
diciembre/Capricornio